# اریک بودنر
اریک بودنر (انگلیسی: Érik Bodencer؛ زادهٔ ۸ مارس ۲۰۰۰) بازیکن فوتبال است.